# جورج إتش كلارك
جورج إتش كلارك (بالإنجليزية: George H. Clark)‏ هو محامي وقاضي أمريكي، ولد في 18 أكتوبر 1872 في كانتون في الولايات المتحدة، وتوفي في 11 يوليو 1943 في وينيسبورغ في الولايات المتحدة.